# Boros Krisztina
Boros Krisztina (Berettyóújfalu, 1974. május 6. –) magyar újságíró, szerkesztő-riporter, televíziós műsorvezető, a Házon Kívül című műsor műsorvezetője.

## Életútja
A debreceni Ady Endre Gimnázium irodalom–dráma tagozatán tanult és érettségizett. Az érettségit követően a Budapesti Gazdasági Főiskola közgazdaságtan szakán tanult. 1992 és 1997 között a Magyar Rádió, majd ezzel párhuzamosan a Magyar Televízió tudósítója. 1997 és 1999 között az Magyar Televíziónál dolgozott, ahol A Hét és a Parlamenti napló című műsorokon dolgozott, amíg ki nem tiltották a Magyar Televíziótól. 1999 és 2001 között a Világgazdaságnál dolgozott. 2001-ben került az RTL Klubhoz, ahol kezdetben riporterként dolgozott. 2007 decemberében került az RTL Híradó műsorvezetői pozíciójába. 2011-ig a Fél kettő című napi magazint vezette Holló Mártával.
2007-ben szerepelt az Ópium: Egy elmebeteg nő naplója című filmben, ahol egy pácienst alakított.
2010. szeptember 13-án született meg Bálint nevű kisfia.
2015-ben Bossányi Katalin-díjat kapott.